# Niccolò Zeno
Nicolò Zeno (Venezia, 1515 – 1565) è stato uno storico italiano.
Consigliere dei X della Serenissima Repubblica di Venezia ed anche autore di quattro opere storiche veneziane.
Nicolò Zen il Giovane (1515-1565) fu un grande politico veneziano rivestendo 63 cariche pubbliche, fino ad arrivare nel 1564 a Capo del Consiglio dei Dieci. Il personaggio nel ritratto, eseguito da Tiziano e che si trova nel castello di Kingston Lacy nel Dorset, appartenente al National Trust, è stato identificato da Mariano Sartor nel 1996 in seguito all'acquisto di un piccolo antico ritrattino su tavoletta che riproduce lo stesso volto di quello dipinto da Tiziano, ma in questo caso è riportato anche il nome di "Nicolò Zen". Questa tavoletta dal 2008 è esposta nel Museo Civico di Bassano del Grappa (Vi) a cui è stata donata. Giorgio Vasari nelle sue Vite, descrivendo quella di Tiziano, cita il ritratto di Nicolò Zen, da allora ritenuto perduto o non identificabile. La prova che il dipinto inglese è di mano di Tiziano la dà il figlio di Nicolò, Caterino nel suo testamento in cui dice: "...il ritratto grande del q. mio padre di mano del Tiziano e quello piccolo (molto probabilmente si riferisce alla tavoletta) che fu la mia comissione che feci quando andai a Chioggia...". Caterino diventò Podestà di Chioggia nel 1575 quando a Venezia stava iniziando la peste. Il personaggio del dipinto di Tiziano, a detta del prof. Francesco Mallegni del Laboratorio di Paleoantropologia dell'Università di Pisa nel 2006, avendo barba e capelli scuri e aspetto volitivo e prestante, dimostra 35-37 anni. Anche la Sovrintendenza di Venezia che ha radiografato la tavoletta dichiarandola antica, data il ritratto inglese al 1552-53. Un altro indizio per la datazione del ritratto è il colore della toga che è violacea scura con sulla spalla la stola rossa e la lettera posta vicino alla mano sinistra, che indica un fatto importante avvenuto nella vita di Nicolò. Egli nel 1550 è Savio di Terraferma, la cui toga è violacea scura come la stola, quando riceve la nomina (vedi la presenza della lettera) dal Consiglio dei Dieci di Sopraprovveditore alle Acque, carica importantissima per la sopravvivenza della città. Per cui la stola cambia da blu a rossa, per distinguerlo dalla carica precedente che continua però a rivestire. Quest'ultima importante carica ha la durata di due anni fino al 1552, quando Tiziano rientra dalla Germania, da Augusta, richiesto dall'imperatore Carlo V per ritrarre lui e la sua corte.